# Salto de esqui nos Jogos Olímpicos
O salto de esqui é disputado nos Jogos Olímpicos desde a primeira edição, Chamonix 1924, com disputas apenas em uma pista. Uma segunda pista (de tamanho menor) foi incluída na edição de Innsbruck 1964. As disputas por equipes começaram a ser realizadas na edição de Calgary 1988. Um evento feminino foi incluído pela primeira vez em Sóchi 2014.

## Eventos
| Evento                            | 24 | 28 | 32 | 36 | 48 | 52 | 56 | 60 | 64 | 68 | 72 | 76 | 80 | 84 | 88 | 92 | 94 | 98 | 02 | 06 | 10 | 14 | 18 | 22 |
| --------------------------------- | -- | -- | -- | -- | -- | -- | -- | -- | -- | -- | -- | -- | -- | -- | -- | -- | -- | -- | -- | -- | -- | -- | -- | -- |
| Pista normal individual masculino | •  | •  | •  | •  | •  | •  | •  | •  | •  | •  | •  | •  | •  | •  | •  | •  | •  | •  | •  | •  | •  | •  | •  | •  |
| Pista longa individual masculino  |    |    |    |    |    |    |    |    | •  | •  | •  | •  | •  | •  | •  | •  | •  | •  | •  | •  | •  | •  | •  | •  |
| Pista longa por equipes masculino |    |    |    |    |    |    |    |    |    |    |    |    |    |    | •  | •  | •  | •  | •  | •  | •  | •  | •  | •  |
| Pista normal individual feminino  |    |    |    |    |    |    |    |    |    |    |    |    |    |    |    |    |    |    |    |    |    | •  | •  | •  |
| Pista normal por equipes mistas   |    |    |    |    |    |    |    |    |    |    |    |    |    |    |    |    |    |    |    |    |    |    |    | •  |

## Quadro geral de medalhas
| Ordem | País                   | Medalha de ouro | Medalha de prata | Medalha de bronze |    |
| ----- | ---------------------- | --------------- | ---------------- | ----------------- | -- |
| 1     | NOR Noruega            | 12              | 10               | 14                | 36 |
| 2     | FIN Finlândia          | 10              | 8                | 4                 | 22 |
| 3     | AUT Áustria            | 7               | 10               | 10                | 27 |
| 4     | GER Alemanha           | 6               | 7                | 3                 | 16 |
| 5     | JPN Japão              | 4               | 6                | 4                 | 14 |
| 6     | POL Polônia            | 4               | 3                | 3                 | 10 |
| 7     | SUI Suíça              | 4               | 1                |                   | 5  |
| 8     | GDR Alemanha Oriental  | 2               | 3                | 2                 | 7  |
| 9     | SLO Eslovênia          | 2               | 2                | 3                 | 7  |
| 10    | TCH Checoslováquia     | 1               | 2                | 4                 | 7  |
| 11    | EUA Equipe Alemã Unida | 1               |                  | 1                 | 2  |
| 12    | URS União Soviética    | 1               |                  |                   | 1  |
| 13    | YUG Iugoslávia         |                 | 1                | 1                 | 2  |
|       | SWE Suécia             |                 | 1                | 1                 | 2  |
| 15    | ROC                    |                 | 1                |                   | 1  |
| 16    | CAN Canadá             |                 |                  | 1                 | 1  |
|       | USA Estados Unidos     |                 |                  | 1                 | 1  |
|       | FRA França             |                 |                  | 1                 | 1  |